# Mieroszów (gmina)
Mieroszów est une gmina mixte du powiat de Wałbrzych, Basse-Silésie, dans le sud-ouest de la Pologne. Son siège est la ville de Mieroszów, qui se situe environ 15 km au sud-ouest de Wałbrzych, et 79 km au sud-ouest de la capitale régionale Wrocław.
La gmina couvre une superficie de 76,17 km2 pour une population de 7 560 habitants.

## Géographie
La gmina est bordée par les villes de Boguszów-Gorce, Świebodzice, Szczawno-Zdrój et Wałbrzych, et les gminy de Bolków, Czarny Bór, Dobromierz et Marciszów.